# Abdul Kadiri Mohammed
Abdul Kadiri Mohammed (Obuasi, 7 marzo 1996) è un calciatore ghanese, difensore o centrocampista del Mohammedan.

## Caratteristiche tecniche
Gioca indifferentemente da centrocampista difensivo o da difensore centrale.

## Carriera

### Club
Cresciuto nelle giovanili dell'Ashanti Gold, ha esordito in prima squadra nella prima divisione ghanese il 21 febbraio 2016 in un match vinto per 2-1 contro il Medeama.
Il 31 agosto 2016 viene acquistato a titolo definitivo dall'Austria Vienna, club della prima divisione austriaca.
Il 3 giugno 2019 firma un contratto con gli ucraini della Dinamo Kiev.

### Nazionale
Viene convocato per la prima volta dalla Nazionale ghanese dal ct Avraham Grant nel maggio del 2016 per alcune gare di qualificazione alla Coppa d'Africa 2017, non venendo utilizzato, successivamente nel settembre dello stesso anno è stato convocato per l'amichevole contro la Russia rimanendo in panchina per tutta la durata del match.

## Statistiche

### Presenze e reti nei club
Statistiche aggiornate al 12 settembre 2024.
| Stagione              | Squadra               | Campionato            | Campionato | Campionato | Coppe nazionali | Coppe nazionali | Coppe nazionali | Coppe continentali | Coppe continentali | Coppe continentali | Altre coppe | Altre coppe | Altre coppe | Totale | Totale | Totale |
| Stagione              | Squadra               | Comp                  | Pres       | Reti       | Comp            | Pres            | Reti            | Comp               | Pres               | Reti               | Comp        | Pres        | Reti        | Pres   | Reti   |        |
| --------------------- | --------------------- | --------------------- | ---------- | ---------- | --------------- | --------------- | --------------- | ------------------ | ------------------ | ------------------ | ----------- | ----------- | ----------- | ------ | ------ | ------ |
| 2015                  | Ashanti Gold          | PL                    | 12         | 0          | CG              | 0               | 0               | CAFCL              | 0                  | 0                  | SG          | 0           | 0           | 12     | 0      |        |
| 2016                  | Ashanti Gold          | PL                    | 20         | 1          | CG              | 1               | 0               | CAFCL              | 0                  | 0                  | SG          | 1           | 0           | 22     | 1      |        |
| Totale Ashanti Gold   | Totale Ashanti Gold   | Totale Ashanti Gold   | 32         | 1          |                 | 1               | 0               |                    | 0                  | 0                  |             | 1           | 0           | 34     | 1      |        |
| 2016-2017             | Austria Vienna        | BL                    | 10         | 0          | CA              | 1               | 0               | UEL                | 0                  | 0                  | -           | -           | -           | 11     | 0      |        |
| 2017-2018             | Austria Vienna        | BL                    | 22         | 0          | CA              | 1               | 0               | UEL                | 9                  | 0                  | -           | -           | -           | 32     | 0      |        |
| Totale Austria Vienna | Totale Austria Vienna | Totale Austria Vienna | 32         | 0          |                 | 2               | 0               |                    | 9                  | 0                  |             | -           | -           | 43     | 0      |        |
| 2018-2019             | Arsenal Tula          | PL                    | 22         | 1          | CR              | 5               | 1               | -                  | -                  | -                  | -           | -           | -           | 27     | 2      |        |
| 2019-2020             | Dinamo Kiev           | PL                    | 14         | 0          | KU              | 1               | 0               | UCL+UEL            | 0+0                | 0+0                | SU          | 0           | 0           | 15     | 0      |        |
| set.-dic. 2020        | Arsenal Tula          | PL                    | 11         | 2          | CR              | 2               | 0               | -                  | -                  | -                  | -           | -           | -           | 13     | 2      |        |
| Totale Arsenal Tula   | Totale Arsenal Tula   | Totale Arsenal Tula   | 33         | 3          |                 | 7               | 1               |                    | -                  | -                  |             | -           | -           | 40     | 4      |        |
| 2024-2025             | Mohammedan            | ISL                   | -          | -          | SC              | 0               | 0               | -                  | -                  | -                  | DC          | -           | -           | 0      | 0      |        |
| Totale carriera       | Totale carriera       | Totale carriera       | 111        | 4          |                 | 11              | 1               |                    | 9                  | 0                  |             | 1           | 0           | 132    | 5      |        |

## Palmarès

### Club

#### Competizioni nazionali
- Supercoppa d'Ucraina: 1

Dinamo Kiev: 2019
- Coppa d'Ucraina: 2

Dinamo Kiev: 2019-2020, 2020